# Brian Setzer Orchestra
Brian Setzer Orchestra er et amerikansk swing orkester.